# Parks (Arizona)
Parks é uma Região censo-designada localizada no estado americano de Arizona, no Condado de Coconino.

## Demografia
Segundo o censo americano de 2000, a sua população era de 1137 habitantes.

## Geografia
De acordo com o United States Census Bureau tem uma área de
446,3 km², dos quais 446,2 km² cobertos por terra e 0,1 km² cobertos por água. Parks localiza-se a aproximadamente 2161 m acima do nível do mar.

## Localidades na vizinhança
O diagrama seguinte representa as localidades num raio de 48 km ao redor de Parks.